# VX Andromedae
VX Andromedae (VX And / HD 1546 / HIP 1593) es una estrella variable en la constelación de Andrómeda. Se encuentra a una distancia aproximada de 1825 años luz del sistema solar.
VX Andromedae es una estrella de carbono de tipo espectral CV6J.
En esta clase de estrellas, al contrario que en el resto, la abundancia de carbono es mayor que la de oxígeno.
La relación carbono-oxígeno en VX Andromedae —1,76— es notablemente alta, superior a la de CW Leonis, U Antliae o R Sculptoris, conocidas estrellas de carbono.
VX Andromedae es, además, una estrella de carbono de «tipo J»; ello indica que su espectro muestra bandas intensas del isótopo carbono-13 (13C).
En este tipo de estrellas la relación 12C/13C puede ser tan baja como 4, mientras que en el Sol, por ejemplo, dicha relación alcanza el valor de 80.
Estas estrellas tampoco muestran líneas realzadas de elementos del proceso-s.
Desde su fría superficie a 2510 K, sopla un viento estelar que hace que pierda masa a razón de 1,4 × 10-7 masas solares por año.
Su luminosidad bolométrica es 4800 veces mayor que la luminosidad solar.
La medida de su diámetro angular en banda K —6,75 ± 0,6 milisegundos de arco— conduce a un diámetro real unas 400 veces más grande que el del Sol, valor sólo aproximado dada la incertidumbre en la distancia a la que se encuentra.
Catalogada como variable semirregular SRA —clase de variables similares a las variables Mira pero con amplitudes menores—, el brillo de VX Andromedae varía entre magnitud aparente +7,5 y +9,7 en un período de 375 días.